# Марченко Ганна
Марченко Ганна (нар.10.6.1899, с. Вірівка Бахмутського повіту Катеринославської губернії — 1944) — український політик , урядовець Міністерства преси УНР, Міністерства внутрішніх справ УНР (до 1920), Міністерства народного господарства УНР (до 1921).

## Біографія
Закінчила Бахмутську жіночу гімназію. Слухачка 1-го курсу історико-філологічного факультету Київських вищих жіночих курсів (1918 — січень 1919). Евакуювалася разом з урядовими інституціями УНР в січні 1919 року. 
Закінчила у Чехії Українську господарську академію. 
Авторка спогадів «Повстання 23 листопада 1918 р.», яке написала 1922 року.